# Holoubkov
Holoubkov är en ort i Tjeckien.   Den ligger i regionen Plzeň, i den västra delen av landet, 60 km sydväst om huvudstaden Prag. Holoubkov ligger 435 meter över havet och antalet invånare är 1 485.
Terrängen runt Holoubkov är kuperad västerut, men österut är den platt.Runt Holoubkov är det ganska tätbefolkat, med 120 invånare per kvadratkilometer. Närmaste större samhälle är Rokycany, 7,9 km sydväst om Holoubkov. I omgivningarna runt Holoubkov växer i huvudsak blandskog.